# Alcichthys elongatus
Alcichthys elongatus е вид лъчеперка от семейство Cottidae. Видът е незастрашен от изчезване.

## Разпространение и местообитание
Разпространен е в Япония (Хокайдо и Хоншу).
Среща се на дълбочина от 15 до 269 m.

## Описание
На дължина достигат до 44 cm, а теглото им е максимум 1000 g.